# 中华人民共和国可再生能源

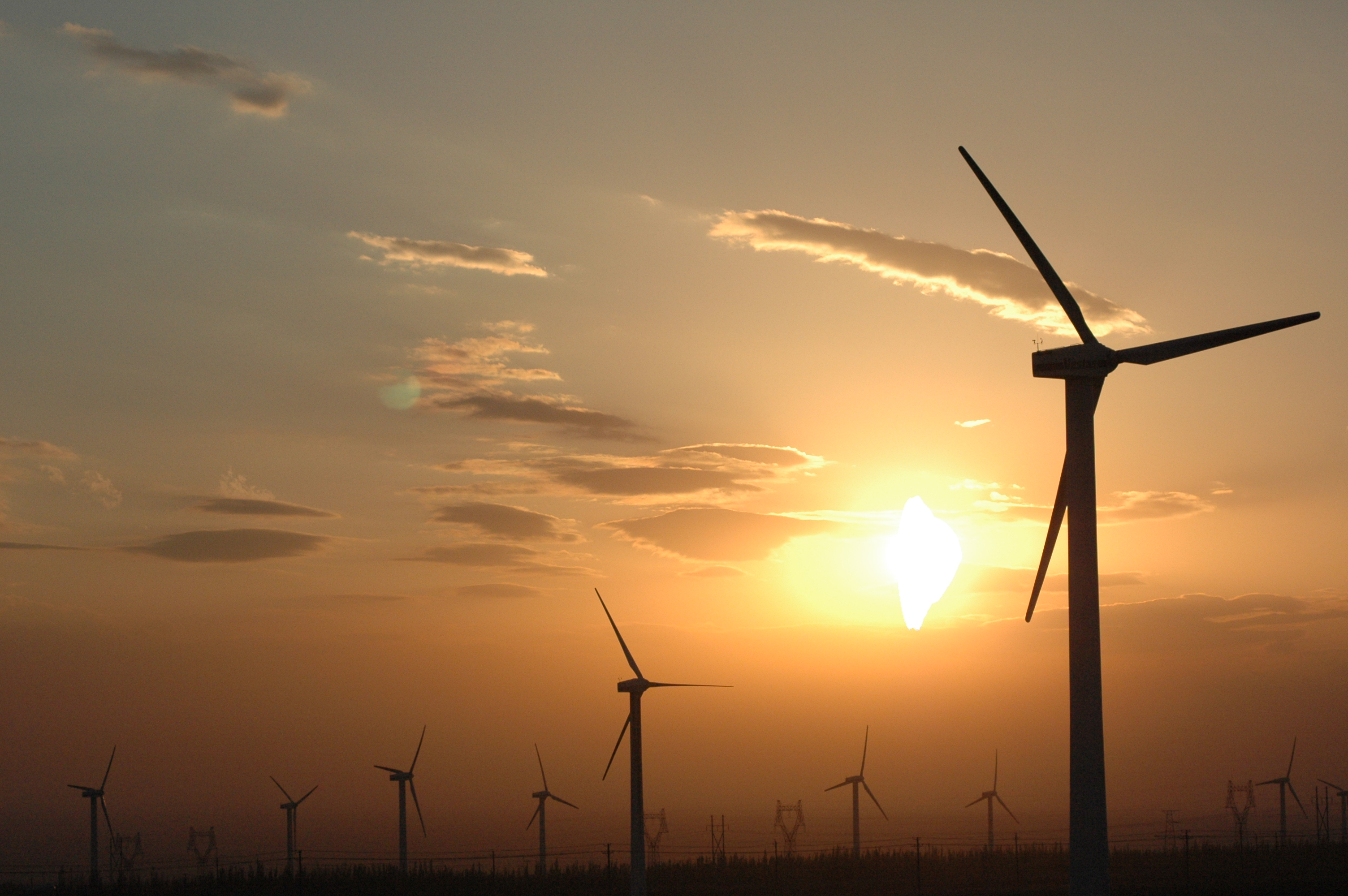
新疆的风力发电厂。

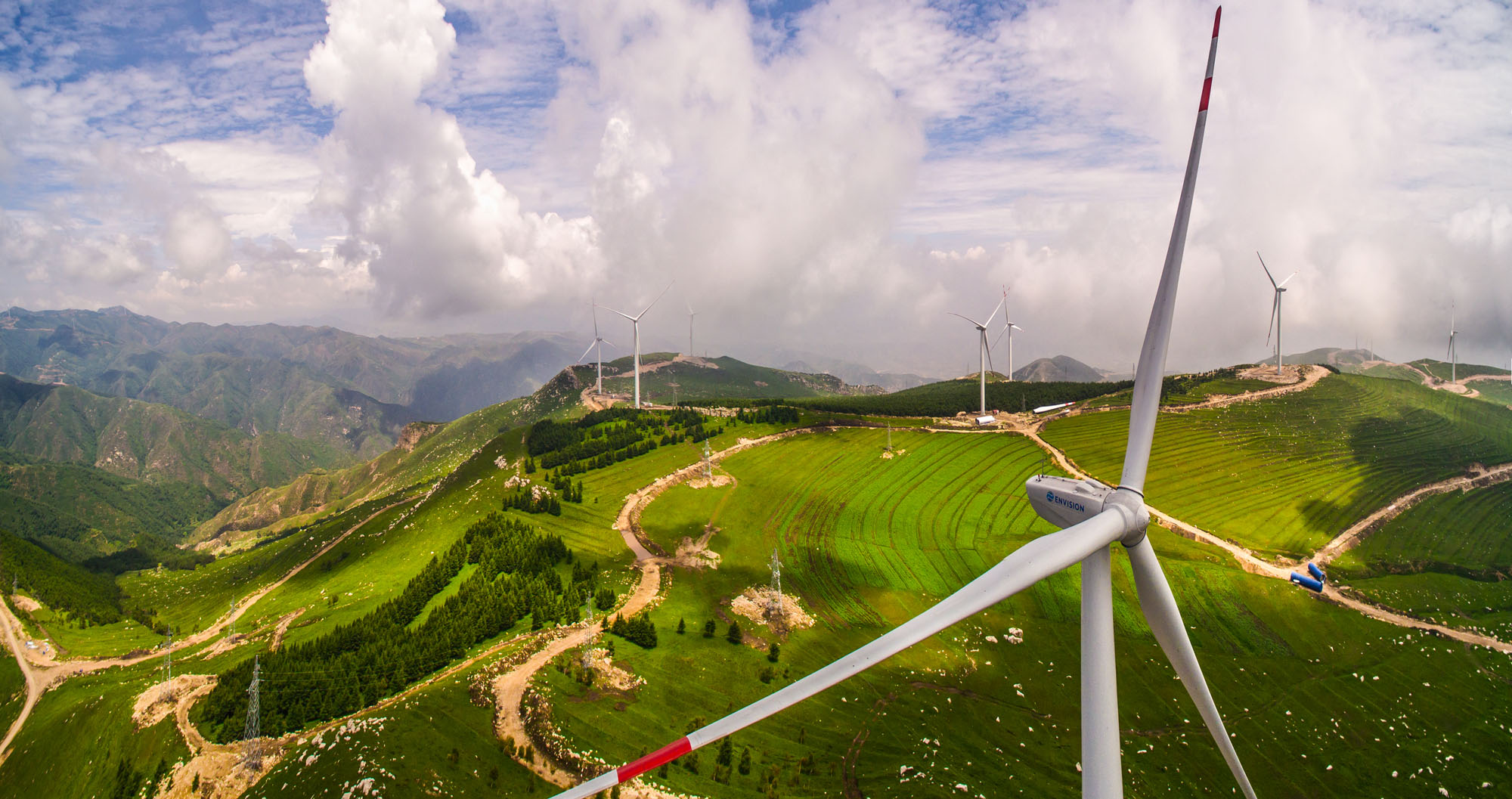
山西省远景能源的風電場。

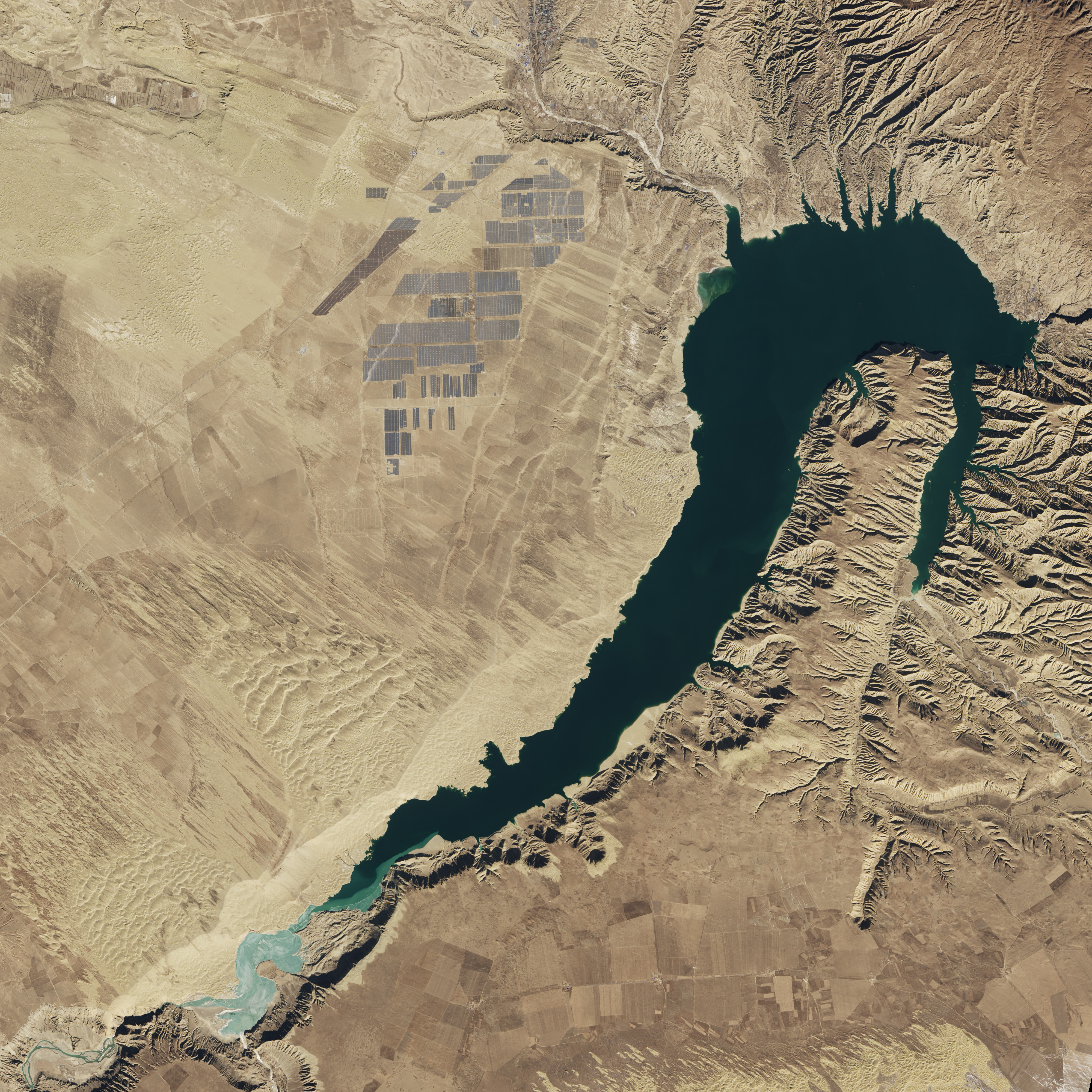
龍羊峽大壩水庫和太陽能發電園區衛星圖。

中华人民共和国是世界領先的可再生能源發電國家，發電量是排名第二的美國的三倍多。中國可再生能源領域的增長速度超过其化石燃料和核电能力，貢獻了全球可再生能源產能增長的43%。2015年中国成为世界上最大的光伏发电生产国，装机容量为43GW。中国还领导世界生产和使用风能和智能电网技术，生产的水电，风能和太阳能几乎等于法国的和德国的发电厂发电的总和。2021年中國可再生能源總裝機容量超過1000GW，佔全國總發電容量的43.5%，比2015年提高10.2個百分點。中國的目標是到2060年實現80%的能源結構來自非化石能源，以及到2030年在太陽能和風能總裝機容量上達到1200GW。
虽然中国拥有世界上最大的太阳能和风力发电装置，但因能源需求極大及持續增長，以至在2019年中國的可再生能源只提供了所需的26%發電量，對比下美國為17%。雖然比起2013年的20%已有明顯的進步，但目前為止大部分能源供應都仍然是由传统煤电设施提供。儘管如此，近年來可再生能源在能源結構中的比重明顯快速上升。2020年，可再生能源約佔中國電力新總裝機容量的40%，佔總發電量已達26%。到2025年可再生能源在總發電量中的份額預計將增加至33-36%。另外中國已承諾在2060年前實現碳中和，並在2030年前達到排放峰值。
另外，中國也將可再生能源的發展視為自身能源安全的重要戰略目標，而不僅僅是為了減少碳排放。中國國務院於2013年9月發布了《中國大氣污染防治行動計劃》，表明希望增加可再生能源在中國能源結構中的份額。這是因為與容易受到地緣政治緊張局勢影響而且供應有限的石油、煤炭和天然氣不同，可再生能源系統可以在有足夠水、風和陽光的地方建造和使用，確保能源在最大範圍內實現自給自足。
隨著中國可再生能源製造業的快速發展，全球可再生能源技術的成本已大幅下降。虽然创新有所帮助，但降低成本的主要驱动因素是市场扩张。2015年，中國成為全球最大的光伏發電生產國，總裝機容量為43GW。從2005年到2014年，中國太陽能電池的產量增長了100倍，同時帶動了全世界範圍內太陽能板的價格大幅回落。預計到2022年實現可再生能源比化石燃料更便宜。
中國同時也是全球最大的可再生能源投資國、生產國和消費國，同時也是製造最先進的太陽能電池板、風力渦輪機和水力發電設施的國家，並成為世界上最大的電動汽車和電動公共汽車的生產國。。2016年全球五大可再生能源交易中，中國企業佔四筆。2017年全球可再生能源投資2798億美元，其中中國佔了全球投資的45%。

## 中国可再生能源发电总覽
| 年份 | 总发电量  | 化石      | 化石      | 化石      | 核能    | 可再生 | 可再生    | 可再生  | 可再生   | 可再生     | 可再生     | 可再生 | 可再生 | 可再生的总发电量 (包括废物，基于表格数据) | 可再生的估计的发电量% (基于表格数据) |
| 年份 | 总发电量  | 煤炭      | 石油      | 天然气    | 核能    | 废物   | 水力      | 风力    | 生物燃料 | 太阳能光伏 | 太阳能聚热 | 地热   | 潮汐   | 可再生的总发电量 (包括废物，基于表格数据) | 可再生的估计的发电量% (基于表格数据) |
| ---- | --------- | --------- | --------- | --------- | ------- | ------ | --------- | ------- | -------- | ---------- | ---------- | ------ | ------ | ----------------------------------------- | ------------------------------------ |
| 2008 | 3,481,985 | 2,743,767 | 23,791    | 31,028    | 68,394  | 0      | 585,187   | 14,800  | 14,715   | 152        | 0          | 144    | 7      | 615,005                                   | 17.66%                               |
| 2009 | 3,741,961 | 2,940,751 | 16,612    | 50,813    | 70,134  | 0      | 615,640   | 26,900  | 20,700   | 279        | 0          | 125    | 7      | 663,651                                   | 17.74%                               |
| 2010 | 4,207,993 | 3,250,409 | 13,236    | 69,027    | 73,880  | 9,064  | 722,172   | 44,622  | 24,750   | 699        | 2          | 125    | 7      | 801,441                                   | 19.05%                               |
| 2011 | 4,715,761 | 3,723,315 | 7,786     | 84,022    | 86,350  | 10,770 | 698,945   | 70,331  | 31,500   | 2,604      | 6          | 125    | 7      | 814,288                                   | 17.27%                               |
| 2012 | 4,994,038 | 3,785,022 | 6,698     | 85,686    | 97,394  | 10,968 | 872,107   | 95,978  | 33,700   | 6,344      | 9          | 125    | 7      | 1,019,238                                 | 20.41%                               |
| 2013 | 5,447,231 | 4,110,826 | 6,504     | 90,602    | 111,613 | 12,304 | 920,291   | 141,197 | 38,300   | 15,451     | 26         | 109    | 8      | 1,127,686                                 | 20.70%                               |
| 2014 | 5,678,945 | 4,115,215 | 9,517     | 114,505   | 132,538 | 12,956 | 1,064,337 | 156,078 | 44,437   | 29,195     | 34         | 125    | 8      | 1,307,170                                 | 23.02%                               |
| 2015 | 5,859,958 | 4,108,994 | 9,679     | 145,346   | 170,789 | 11,029 | 1,130,270 | 185,766 | 52,700   | 45,225     | 27         | 125    | 8      | 1,425,150                                 | 24.32%                               |
| 2016 | 6,217,907 | 4,241,786 | 10,367    | 170,488   | 213,287 | 11,413 | 1,193,374 | 237,071 | 64,700   | 75,256     | 29         | 125    | 11     | 1,581,979                                 | 25.44%                               |
| 2017 | 6,452,900 |           |           |           | 248,100 |        | 1,194,700 | 304,600 |          | 117,800    |            |        |        | 1,700,000                                 | 26.34%                               |
| 2018 | 6,994,700 | 4,482,900 | 1,500     | 215,500   | 295,000 |        | 1,232,100 | 365,800 | 93,600   | 176,900    |            |        |        | 1,868,400                                 | 26.71%                               |
| 2019 | 7,326,900 | 4,553,800 | 1,300     | 232,500   | 348,700 |        | 1,302,100 | 405,300 | 112,600  | 224,000    |            |        |        | 2,044,000                                 | 27.76%                               |
| 2020 | 7,623,600 | 5,174,300 | 5,174,300 | 5,174,300 | 366,200 |        | 1,355,200 | 466,500 |          | 261,100    |            |        |        | 2,082,800                                 | 27.32%                               |
| 2021 | 8,376,800 | 5,646,300 | 5,646,300 | 5,646,300 | 407,500 |        | 1,340,100 | 655,600 |          | 327,000    |            |        |        | 2,322,700                                 | 27.73%                               |

| 年份 | 总发电量  | 化石      | 化石      | 化石      | 核能    | 可再生    | 可再生  | 可再生     | 可再生               | 可再生 | 可再生的总发电量 (包括废物，基于表格数据) | 可再生的估计的发电量% (基于表格数据) |
| 年份 | 总发电量  | 煤炭      | 石油      | 天然气    | 核能    | 水力      | 风力    | 太阳能光伏 | 废物、生物质、余温等 | 其他   | 可再生的总发电量 (包括废物，基于表格数据) | 可再生的估计的发电量% (基于表格数据) |
| ---- | --------- | --------- | --------- | --------- | ------- | --------- | ------- | ---------- | -------------------- | ------ | ----------------------------------------- | ------------------------------------ |
| 2008 | 3,451,013 | 2,802,997 | 2,802,997 | 2,802,997 | 69,219  | 565,548   | 13,079  | 169        | 169                  | 169    | 578,796                                   | 16.77%                               |
| 2009 | 3,681,186 | 2,872,918 | 17,114    | 56,685    | 70,050  | 571,682   | 27,615  | 65,121     | 65,121               | 65,121 | 664,418                                   | 18.05%                               |
| 2010 | 4,227,771 | 3,260,018 | 16,226    | 77,910    | 74,742  | 686,736   | 49,400  | 121        | 61,844               | 143    | 798,245                                   | 18.88%                               |
| 2011 | 4,730,582 | 3,706,679 | 5,900     | 109,110   | 87,201  | 668,112   | 74,055  | 679        | 78,713               | 145    | 821,704                                   | 17.37%                               |
| 2012 | 4,986,526 | 3,713,064 | 5,538     | 110,252   | 98,318  | 855,552   | 103,050 | 3,595      | 96,680               | 478    | 1,059,354                                 | 21.24%                               |
| 2013 | 5,372,057 | 3,980,520 | 5,211     | 116,388   | 111,501 | 892,070   | 138,264 | 8,374      | 119,451              | 278    | 1,158,437                                 | 21.56%                               |
| 2014 | 5,680,084 | 4,026,589 | 4,424     | 133,283   | 133,218 | 1,060,089 | 159,763 | 23,512     | 138,671              | 535    | 1,382,570                                 | 24.34%                               |
| 2015 | 5,739,950 | 3,897,746 | 4,155     | 166,907   | 171,378 | 1,112,694 | 185,591 | 39,481     | 161,850              | 148    | 1,499,764                                 | 26.13%                               |
| 2016 | 6,022,845 | 3,945,678 | 2,782     | 188,280   | 213,178 | 1,174,837 | 240,860 | 66,528     | 190,577              | 124    | 1,672,926                                 | 27.78%                               |
| 2017 | 6,417,109 | 4,149,763 | 2,723     | 202,760   | 248,125 | 1,193,062 | 303,420 | 116,618    | 200,514              | 125    | 1,813,738                                 | 28.26%                               |
| 2018 | 6,994,700 | 4,482,900 | 1,500     | 215.500   | 295,000 | 1,232,100 | 365,800 | 176,900    | 225,000              | 100    | 1,999,900                                 | 28.59%                               |
| 2019 | 7,325,300 |           |           |           | 348,700 | 1,301,900 | 405,700 | 223,800    |                      |        |                                           | 29.41%                               |

截至2019年底，該國可再生能源總裝機容量為790GW，主要來自水電、太陽能和風能，水電裝機容量達到356GW。
截至2020年，中國太陽能裝機容量達到252吉瓦，風電裝機容量為282吉瓦。水電、風電、太陽能和生物質能的裝機容量分別增加到385GW、299GW、282GW和35.34GW。
截至2021年底，水力發電仍然是中國可再生電力生產中的最大組成部分，達到1,340百萬兆瓦。風能以655百萬兆瓦位居第二，然後是生物燃料，為44百萬兆瓦。太陽能光伏發電從2008年起迅速增長，從僅為152吉瓦的低基數開始，增長到2021年的327百萬兆瓦，並且預計太陽能和風能會繼續快速增長。可再生能源發電的總體份額從2008年的17%，增到到2021年的略高於27.7%。

## 風力發電
中國的風力發電技術及產能都處於世界領先地位，自2010年以來中國就成為世界上最大的風電裝機容量市場，擁有世界上最大的裝機容量，並且持續地保持快速增長。中國廣闊的領土及漫長的海岸線使到發展風能資源較為容易，據估計，在中國陸地上可開發的風電約為 2,380 GW，海上可開發容量約為 200GW。位於甘肅酒泉市外的風電場是現時世界上最大的風電場，達到7,965 MV的發電量。截止2021年底，風電是中國第三大電力來源，佔總發電量的 7.5%，達328 吉瓦 (GW)，是2020年底歐盟的1.4倍，美國的2.6倍，已連續12年居世界第一。而根據全球風能理事會《2022年全球風能報告》的統計，2021年中國陸上風電新增裝機容量30.7 GW，占全球42.34%，海上風電新增裝機容量占全球80.02%，離岸風力發電量方面超過了英國和德國，成為全球最大的離岸風力發電市場，佔全球總裝機容量的40%。
中國在風電研究上也領先世界，根據Reddie & Grose 的研究顯示，在2010年至2020年間中國的風能專利申請量排名第一。 在同一時間段內，歐洲產生了 16,396 件專利申請，美國產生了 16,074 件專利申請。 韓國和日本分別以 6,611 件和 3,809 件緊隨其後。中國同時也是全球最大的風電設備製造基地，而金風科技是中國最大的國產風機製造商。
自2020年以來，中國的風力發電容量的增長速度超過了太陽能發電容量。在2020至2022年間，中國風電裝機年均增長178.6太瓦時（TWh），比2015-2020年年均增長350%。相比之下，中國的太陽能裝機容量在 2021-22 年平均增長了 78.3 TWh，大約是 2015 年至 2020 年 39.6 TWh 年增長率的兩倍。這是因為對於像中國這樣的工業國，風力發電通常優於太陽能因為風力渦輪機能夠全天候發電，而太陽能發電量隨著太陽落山而下降。

## 能源生產和消費

截至2020年，中國84.33%的能源消費依賴化石燃料，其中56.56%依賴煤炭，對比起2011年的70%已有明顯的降幅，不過這些化石燃料產生了約99億噸二氧化碳，佔了全球排放量的30.9%。截至2021年，中國水電佔7.727%，核能佔2.32%，其他可再生能源佔7.141%。能源專家估計，到2050年中國煤炭發電的份額將下降到30%–50%，其餘50%–70%將來自石油、天然氣、和各種可再生能源。
另外，中國尋求外國能源來源多樣化，增強了能源安全，使中國不易受到供應中斷的影響。除了大力發展可再生能源外，中國和俄國開始進行電網互聯，俄羅斯向中國提供天然氣，從而節約國內資源，降低能源消耗，減少中國對進口石油的依賴。2022年12月21日，中俄東線天然氣管道實現全線貫通，預計到2023年管線輸送的天然氣將增加到380億立方米，以供應中國東北地區的能源需求。中國也打算建設多條長距離高壓大容量國際輸電線路，連接到蒙古和幾個與中國接壤的前蘇聯國家。截至2020年，俄羅斯累計向中國出口電力30.42太瓦時，減少中國煤炭消費1017萬噸。
2021年中國總發電量為8571.4太瓦時，高於2020年的7814.3太瓦時，裝機容量為2380吉瓦，其中風力發電佔12.6%，太陽能發電佔12.2%。

## 電力輸送的挑戰
中國的可再生能源面臨的主要挑戰是輸送電力的問題，由於中國國土面積巨大，人口分佈及可再生能源分佈並不平均，大多數人口聚集在東部及南部的沿海地區，但多數太陽能及風力資源卻在相對地廣人稀的西部地區，這導致可再生能源發發出來後，卻無法有效地把電力輸送到真正對能源有巨大需要的沿海城市。比如2014年時中國西部的甘肅省全年用電量為1095億千瓦時，相當於12.5 GW的平均負載容量，然而當地的可再生能源裝機容量卻已達到17吉瓦，當時也並沒有有效方式把多餘的電力輸送給其他電力緊張的城市，最終造成能源上的嚴重浪費。這問題的解決方法就是在全國範圍內建設一個巨型的特高壓輸電網絡，實現長途高效輸電。中國目前已有並且領導相關技術，電網建設也已經快速進行，但由於建設的時間及連接電網需時通常是建造再生能源發電廠所需時間的兩倍多，因此造成明顯的時間滯後，令到每年依舊有大量電力被浪費。中國政府目前正展開廣泛的基礎設施計劃，確保可再生能源並輸電網路保持平衡。
另一個解決方式則是在不同省份發展合適的再生能源。根據全球能源監測 (GEM) 的數據顯示，中國近年大力發展的風力發電已使到幾個主要省份的能源結構大幅改善。南方的廣東、東部沿海的福建、北方的山西和河北等中國主要工業製造業中心需要的電力巨大，原本是嚴重依賴化石燃料或西部地區的輸電，但得益於技術的改善及進步，這些省份也開始大力發展再生能源，主要是風電。這是因為風電能夠全天候發電，而太陽能發電量隨著太陽落山而下降，對工業大省來說持續不停的供電是最重要的。另外中國海上風電的技術近年得到突破，而這些省份大多都是沿海的，因此海上風電裝機量明顯增加。這種能源結構改變有助於當地電力生產商減少對高排放化石燃料的依賴，同時減少長距離輸電的需求，減輕電網的壓力。